# Sonate voor piano (Dutilleux)
Henri Dutilleux componeerde zijn Sonate voor piano in een tijdsbestek van drie jaar.

## Inleiding
Dutilleux is een langzame schrijver, zijn oeuvre is niet zo groot. Daarbij komt dat hij lange periodes heeft gekend waarin hij niet(s) componeerde en vervolgens dunde hij zijn oeuvre nog eens flink uit, door te stellen dat hij de werken die hij voor deze sonate componeerde liever niet meer op de lessenaar wilde hebben. Van een totale ban kwam het niet, er waren reeds opnamen verschenen en sommige pianisten zoals Robert Levin wisten na veel overreden toch vroege werkjes in handen te krijgen. Voor het componeren van zijn enige sonate voor piano leerde hij de pianiste Geneviève Joy kennen, huwde haar in 1946 en begon voor haar zijn sonate te schrijven. Hij beschouwde het als zijn eerste werk (opus 1, de rest van zijn werken heeft geen opusnummer). Joy gaf dan ook de eerste uitvoering van dit werk op 30 april 1948 in Parijs.

## Muziek
De pianosonate is geschreven in de klassieke driedelige opzet, maar de terminologie is deels 20e eeuw:

### Delen
1. Allegro con moto
2. Lied
3. Chorale et variations

De muziek van Dutilleux is moeilijk te omschrijven. Hij begon in het verlengde van Maurice Ravel, Gabriel Faure en Claude Debussy, maar hij begon steeds meer zelf zijn richting in de muziek te zoeken. Daar kwam bij dat de culturele stroming binnen Frankrijk na de Tweede Wereldoorlog richting de Sovjet-Unie opschoof. Dat alles bij elkaar maakt dat deze sonate een lappendeken van stijlen is geworden, van impressionisme, naar jazzy klanken en blues naar het geweld van de communistische staatsmuziek. Af en toe schijnen ook Olivier Messiaen en Béla Bartók door.
Het eerste deel is de echte sonate, het eerste thema wordt gevolgd door een tweede en vervolgens komt het eerste terug. Het tweede deel, in alle talen aangekondigd als Lied en is daadwerkelijk een instrumentaal lied met ingetogen muziek in drie secties. Het wordt soms aangeduid met het tempo waarin het gespeeld wordt: Lent (langzaam).
Het derde deel is een klassiek thema met variaties in dit geval vier. De onderlinge verschillen tussen de variaties zijn groot. Het tweede begint met parallelle octaven, het derde is nocturneachtig.
De grilligheid van dit werk maakte het tot een van de meest invloedrijkste pianosonates van de Franse pianomuziek. Het bleef tevens het langste werk dat Dutilleux voor solopiano componeerde.

## Discografie
- Uitgave ECM Records : Robert Levin in een opname van 2008
- Uitgave naxos: John Chen in een opname uit 2007